# Eduarctus
Eduarctus is een geslacht van kreeftachtigen uit de familie van de Scyllaridae.

## Soorten
- Eduarctus aesopius (Holthuis, 1960)
- Eduarctus lewinsohni (Holthuis, 1967)
- Eduarctus marginatus Holthuis, 2002
- Eduarctus martensii (Pfeffer, 1881)
- Eduarctus modestus (Holthuis, 1960)
- Eduarctus perspicillatus Holthuis, 2002
- Eduarctus pyrrhonotus Holthuis, 2002
- Eduarctus reticulatus Holthuis, 2002